# Simone Simeri
Simone Simeri (Nápoles, Italia, 12 de abril de 1993) es un futbolista italiano que juega para el Imolese de la Serie C de Italia en calidad de cedido por el S.S.C. Bari.

## Trayectoria
Criado en la cantera del Napoli, en 2011 fue fichado por A.S. Melfi de la Serie C2. Luego pasó por las filas del A.S.D. Puteolana 1902, Rende Calcio 1968, Potenza Calcio y Folgore Catarese. Todos de la Serie D y en los que en total jugó 86 partidos y marcó 50 goles.
En la temporada 2017-18 fichó por el Novara F.C. que lo cedió esa misma temporada a la SS Juve Stabia. El 11 de marzo de 2018, marcó un 3 goles en un conteo contra Akragas terminando 7-0. Esa temporada marcó doce goles
En la temporada 2018-19 ficha por el SSC Bari con el que logra el ascenso a la Serie C esa misma temporada.
En el mercado invernal de la temporada 2020-21 es cedido, con opción a compra, al Ascoli Calcio donde jugará un total de 9 partidos.
A inicios de la temporada 2022-23 es cedido al S.S. Monopoli 1966.

## Clubes
Actualizado al último partido disputado el 4 de diciembre de 2022.
| Club                        | País   | Partidos(Goles-Asistencias) | Año           |
| --------------------------- | ------ | --------------------------- | ------------- |
| AS Melfi                    | Italia | 39(2-0)                     | 2011-2014     |
| ASD Puteolana 1902          | Italia | 10(4-0)                     | 2014          |
| Rende                       | Italia | 18(10-0)                    | 2014-2015     |
| Potenza                     | Italia | 28(14-2)                    | 2015-2016     |
| Folgore Caratese            | Italia | 30(21-0)                    | 2016-2017     |
| Novara                      | Italia | 2(1-0)                      | 2017-2018     |
| Juve Stabia (cedido)        | Italia | 36(12-1)                    | 2017-2018     |
| Bari                        | Italia | 102(28-17)                  | 2018-         |
| Ascoli Calcio (cedido)      | Italia | 9(0-0)                      | 2021          |
| S.S. Monopoli 1966 (cedido) | Italia | 14(1-2)                     | 2022-2023     |
| Imolese (cedido)            | Italia |                             | 2023-presente |